# Turchia ai VII Giochi olimpici invernali
La Turchia partecipò ai VII Giochi olimpici invernali, svoltisi a Cortina d'Ampezzo, Italia, dal 26 gennaio al 5 febbraio 1956, con una delegazione di 4 atleti impegnati in una disciplina.

## Delegazione
| Sport      | Uomini | Donne | Totale |
| ---------- | ------ | ----- | ------ |
| Sci alpino | 1      | 1     | 2      |
| Totale     | 4      | 0     | 4      |

## Risultati

### Sci alpino
Uomini
| Atleta            | Evento          | 1ª manche | 1ª manche  | 2ª manche | 2ª manche  | Totale | Totale     |
| Atleta            | Evento          | Tempo     | Classifica | Tempo     | Classifica | Tempo  | Classifica |
| ----------------- | --------------- | --------- | ---------- | --------- | ---------- | ------ | ---------- |
| Osman Yüce        | Discesa libera  |           |            |           |            | DSQ    | –          |
| Muzaffer Demirhan | Discesa libera  |           |            |           |            | 3:52.2 | 33         |
| Mahmut Eroğlu     | Slalom gigante  |           |            |           |            | DSQ    | –          |
| Zeki Şamiloğlu    | Slalom gigante  |           |            |           |            | 4:16.6 | 77         |
| Osman Yüce        | Slalom gigante  |           |            |           |            | 3:59.4 | 63         |
| Muzaffer Demirhan | Slalom gigante  |           |            |           |            | 3:44.2 | 49         |
| Zeki Şamiloğlu    | Slalom speciale | DSQ       | –          | –         | –          | DSQ    | –          |
| Mahmut Eroğlu     | Slalom speciale | DSQ       | –          | –         | –          | DSQ    | –          |
| Muzaffer Demirhan | Slalom speciale | DSQ       | –          | –         | –          | DSQ    | –          |
| Osman Yüce        | Slalom speciale | DSQ       | –          | –         | –          | DSQ    | –          |